# Kié-Ntem
La province du Kié-Ntem est l'une des sept provinces de la Guinée équatoriale.

## Géographie
La province borde le Cameroun au Nord et le Gabon à l'Est.

## Organisation territoriale
La province est constituée de trois districts:
- District d'Ebebiyín
- District de Mikomeseng
- District de Nsoc Nsomo

Elle possède 5 municipalités:
- Ebebiyín
- Nsok
- Ncue
- Bidjabidjan
- Nsang

## Démographie
| 1983   | 1994   | 2001    | 2013    |
| ------ | ------ | ------- | ------- |
| 70 202 | 92 779 | 167 279 | 238 548 |